# Praszywka Mała
Praszywka Mała (980 m) – szczyt Beskidu Żywieco-Kisuckiego. Znajduje się w Grupie Wielkiej Raczy, jednak nie w głównej grani, lecz w bocznym grzbiecie, który odgałęzia się od Przegibka (1124 m) i biegnie w północnym kierunku poprzez przełęcz Przegibek, Będoszkę, Praszywkę Małą, Przysłop Potucki i Praszywkę Dużą. Wschodnie stoki opadają do głębokiej doliny potoku Rycerka.
Praszywka Mała ma dwa wierzchołki; na topograficznej mapie Geoportalu podano nazwę szczytu przy niższym, północno-wschodnim wierzchołku (drugi, południowo-zachodni ma wysokość 988 m). Obydwa wierzchołki i łączący je grzbiet są bezleśne, trawiaste. To dawna hala pasterska Solisko. Nazwa szczytu jest pochodzenia wołoskiego i pochodzi od rumuńskiego słowa prâşit = orać.
Praszywka Mała znajduje się w granicach miejscowości Rycerka Górna w województwie śląskim, w powiecie żywieckim, w gminie Rajcza. W regionalizacji fizycznogeograficznej Polski według Jerzego Kondrackiego Grupa Wielkiej Raczy zaliczana jest do Beskidu Żywieckiego, w nowszej polskiej regionalizacji z 2018 roku do Beskidu Żywiecko-Kisuckiego.
Szlak turystyczny omija wierzchołek Praszywki Małej, prowadząc jej zachodnimi stokami, dość daleko od wierzchołka. Między Praszywką Małą i Dużą, na przełęczy Przysłóp Potócki w sezonie letnim działa Studencka Baza Namiotowa Przysłop Potócki.